# Попытка угона Ту-154 семьёй Овечкиных
Попытка угона Ту-154 семьёй Овечкиных — попытка вооружённого побега из СССР, сопряжённая с захватом самолёта с целью вылета за границу, совершённая семейным джазовым ансамблем «Семь Симеонов», состоящим из членов семьи Овечкиных во вторник 8 марта 1988 года.

## Предыстория
В 1988 году семья Овечкиных состояла из матери, Нинель Сергеевны Овечкиной, и 11 детей. 7 её сыновей (Василий, Дмитрий, Олег, Александр, Игорь, Михаил и Сергей) входили в семейный джазовый ансамбль «Семь Симеонов» и официально числились музыкантами при Объединении городских парков «Досуг». Ансамбль был организован в конце 1983 года и вскоре добился побед на ряде музыкальных конкурсов в различных городах СССР, а также получил широкую известность: об Овечкиных писали в прессе, был снят документальный фильм. Семья жила в Иркутске в двух трёхкомнатных квартирах. Кроме того, за ней был сохранен частный дом в предместье Рабочее.

### Подготовка к угону
Нинель Овечкина и её сыновья считали, что они имели несчастье родиться в СССР. Во время зарубежных гастролей ансамбля «Семь Симеонов» в 1987 году в Японии члены семьи Овечкиных приняли решение покинуть СССР. После возвращения в Иркутск «Семь Симеонов» начали готовиться к побегу за границу. Мать полностью поддержала их идею.
Овечкины решили угнать авиалайнер, который будет совершать внутренний рейс по СССР, и нашли способ пронести оружие на борт самолёта — во время одной из поездок они обратили внимание, что контрабас, на котором играл Александр, едва проходил в металлодетектор, поэтому сотрудники аэропорта ограничились поверхностным осмотром. К тому же наличие контрабаса позволяло объяснить наличие металлических деталей в футляре.
После возвращения Овечкины начали распродавать вещи из дома. Старшие братья Овечкины купили два ружья 16-го калибра (одноствольное и двуствольное), ружейные патроны и детали для изготовления самодельных бомб.
Дмитрий Овечкин изготовил из ружей обрезы и собрал три самодельные бомбы, одну из которых взорвал предварительно перед вылетом — чтобы оценить эффект взрыва. Также он сделал двойное дно в контрабасе и закрепил там оружие, бомбы и сотню патронов.
В случае неудачи, чтоб не попасть в руки правосудия, семья договорилась покончить с собой.

## Сведения о рейсе 3739

### Самолёт
Ту-154Б-2 (регистрационный номер СССР-85413, заводской 80А413, серийный 0413) был выпущен Куйбышевским авиационным заводом (КуАПО) 26 апреля 1980 года. 8 мая того же года был передан авиакомпании «Аэрофлот» (с 8 мая 1980 года по 6 июля 1983 года — ЦУМВС, Шереметьевский ОАО; с 6 июля 1983 года — Восточное-Сибирское УГА, Иркутский ОАО). Оснащён тремя турбовентиляторными двигателями НК-8-2У производства КМПО. На день угона/катастрофы совершил 4669 циклов «взлёт-посадка» и налетал 11 411 часов.

### Экипаж
- Командир воздушного судна (КВС) — Валентин Фёдорович Куприянов.
- Второй пилот — Александр Сидорович Анисимов.
- Штурман — Виктор Засимович Кравченко.
- Бортинженер — Иннокентий Дмитриевич Ступаков.
- Бортпроводники:
  - Ирина Семёновна Васильева — старший бортпроводник,
  - Валентина Александровна Николаева,
  - Тамара Иннокентьевна Жаркая,
  - Алексей Болеславович Дворницкий.

## Угон самолёта
8 марта 1988 года семья Овечкиных — Нинель и её 10 детей — прибыли в аэропорт Иркутска для посадки на рейс SU-3739 авиакомпании «Аэрофлот», летевший по  маршруту Иркутск—Курган—Ленинград. В момент захвата Нинель Сергеевне Овечкиной был 51 год, Людмиле — 32 года, Ольге — 28 лет, Василию — 26 лет, Дмитрию — 24 года, Олегу — 21 год, Александру — 19 лет, Игорю — 17 лет, Татьяне — 14 лет, Михаилу — 13 лет, Ульяне — 10 лет и Сергею — 9 лет (старшая дочь Людмила, выйдя замуж, жила отдельно от остальной семьи и в угоне самолёта не принимала участия. Однако после теракта некоторое время находилась под следствием по подозрению в соучастии в угоне). Овечкины прибыли в аэропорт с ручной кладью и музыкальными инструментами. Футляр с контрабасом не проходил в досматривающее устройство по габаритам, поэтому сотрудница службы контроля для проверки положила футляр на стол, открыла его и встряхнула инструмент. Оружие найдено не было.
Поскольку в самолёте было много свободных мест, Овечкины пересели в хвостовую часть лайнера. Старшие братья показали стюардессам Васильевой и Жаркой фотографию ансамбля «Семь Симеонов», чтобы убедить их в том, что они являются артистами.
Рейс SU-3739 с 8 членами экипажа и 60 пассажирами на борту вылетел из Иркутска в 08:05 и вскоре приземлился в Кургане, где на борт самолёта сели ещё 16 пассажиров. В 13:09 рейс 3739 вылетел из Кургана и взял курс на Ленинград.
В 14:53, когда лайнер летел в районе Вологды, двое старших братьев Овечкиных встали с мест и запретили остальным пассажирам покидать свои места, угрожая ружейными обрезами. В 15:01 Василий Овечкин передал стюардессе Васильевой записку с требованием изменить курс и приземлиться в Лондоне или в другом городе на территории Великобритании под угрозой взрыва самолёта. В 15:15 им сообщили, что авиатоплива осталось на 1 час 35 минут полёта.
В соответствии с Воздушным кодексом СССР, в сложившихся обстоятельствах экипаж самолёта имел право самостоятельно принимать решения. Чтобы не подвергать риску пассажиров, экипаж первоначально принял решение лететь за рубеж. Однако запасов авиатоплива в лайнере не хватало до ближайшего финского или шведского аэропорта — в Кургане самолёт был дозаправлен, но ровно настолько, чтобы долететь до Ленинграда (в крайнем случае — до запасного аэродрома в Таллине; если же лететь до Финляндии, то около тамошнего аэропорта пришлось бы маневрировать и изучать подходы). Положение осложнялось тем обстоятельством, что экипаж рейса 3739 не имел опыта и не был подготовлен к совершению международных перелётов: пилоты не знали расположения воздушных коридоров и зарубежную систему эшелонирования полётов, поскольку в самолётах внутренних авиасообщений не было необходимых справочников по ведению радиосвязи, схем заходов на посадку и прочего. В этих условиях появление в воздушном пространстве иностранного государства самолёта, не соблюдающего установленных правил поведения в воздухе и не исполняющего отданных в установленном порядке команд с земли, могло привести к катастрофическим последствиям. Из всего экипажа рейса 3739 английский язык знал только штурман.
В 15:30 бортинженер вышел в салон и в результате переговоров сумел объяснить угонщикам, что для совершения полёта до Лондона недостаточно авиатоплива, после чего ему удалось убедить захвативших разрешить посадку для дозаправки самолёта на территории Финляндии. В 16:05 рейс SU-3739 приземлился на военном аэродроме Вещево неподалёку от финской границы. По громкой связи в салоне самолёта было объявлено, что авиалайнер производит посадку для дозаправки в аэропорту финского города Котка.
Овечкины вначале поверили экипажу, но увидев в иллюминаторы советских солдат, поняли, что их обманули. Братья потребовали немедленно взлетать, угрожая начать убивать пассажиров и даже попытались выломать дверь в кабину пилотов. Дмитрий Овечкин застрелил стюардессу Тамару Жаркую. По воспоминаниям участника событий, майора милиции И. Власова, на переговоры Овечкины не шли в принципе, на предложение отпустить хотя бы женщин и детей последовал категорический отказ: «Никаких условий!». По требованию захватчиков самолёт был заправлен.
В 19:10 начался штурм самолёта. Он был осуществлён сотрудниками специального подразделения патрульно-постовой службы милиции ГУВД Леноблисполкома, которым командовал подполковник милиции С. С. Ходаков. Штурм лайнера выполняла группа из 10 человек под командованием старшего лейтенанта милиции А. И. Лагодича, в оцеплении находились сотрудники милиции из ГОВД Выборга. Оба подразделения были совершенно не предназначены для подобного рода операций и, как выяснилось позднее, данное событие было для их членов первым случаем. Группа захвата проникла в самолёт через кабину пилотов.
Угонщики оказали вооружённое сопротивление, открыв огонь по сотрудникам группы захвата и попав в некоторых из них, в то время как сама группа захвата, начав стрелять из кабины, ранила четырёх пассажиров. После того как Овечкины обнаружили, что у них заканчиваются боеприпасы, они приняли решение взорвать имевшееся у них самодельное взрывное устройство и покончить жизнь самоубийством. Вся семья собралась вместе, но Игорь в последний момент передумал и спрятался. Взрыв СВУ пробил дыру в фюзеляже и на борту лайнера начался пожар, но осколки ушли вверх и в стороны, из-за чего все Овечкины уцелели.
В салоне поднялась паника, кто-то сумел открыть аварийный люк, и пассажиры начали выпрыгивать на бетон ВПП, подвергаясь, по их свидетельствам, избиениям сотрудниками милиции (свои действия они позже оправдали тем, что, по их мнению, захватчики могли скрываться среди пассажиров). Василий Овечкин велел Ольге вывести из самолёта Татьяну, Михаила, Ульяну и Сергея, сказав, что им ничего не будет, поскольку они не были замешаны в планах по захвату самолёта. После этого Нинель приказала Василию застрелить её, себя и старших детей. Первым был убит Дмитрий, затем Александр, затем Олег, после чего Василий застрелил мать и себя. Игорь всё это видел и, опасаясь, что Василий убьёт и его, спрятался в уборной в носовой части самолёта. Сергей при попытке выбраться из самолёта получил пулевое ранение в бедро, но остался жив.
В результате пожара, начавшегося от взрыва СВУ, лайнер сгорел и полностью разрушился (уцелела только хвостовая часть). В 20:00 штурм был официально завершён.

## Погибшие, раненые, причинённый ущерб
Из 8 членов экипажа и 76 пассажиров (включая 11 угонщиков Овечкиных) погибли 9 человек — 5 членов семьи Овечкиных (Нинель Овечкина и четверо её старших сыновей), 1 член экипажа (стюардесса Тамара Жаркая) и 3 пассажира (2 женщины пенсионного возраста и молодой парень; задохнулись в дыму). Ранения различной степени получили 19 человек — 2 Овечкиных (Игорь и Сергей Овечкины), 2 сотрудника милиции и 15 пассажиров. Сам авиалайнер Ту-154Б-2 стоимостью 1 400 000 советских рублей полностью разрушился и сгорел.
Геннадий Зайцев, который в 1988 году был заместителем начальника 7-го управления КГБ, в 2015 году в документальном фильме «Бомба в контрабасе» признал, что участвовавшая в штурме группа захвата действовала совершенно безграмотно. Аналогичного мнения придерживался полковник Олег Балашов из группы «А».